# アシャ
アシャ（아샤、Aisha、2000年7月21日 - ）は、韓国の歌手。EVERGLOWのメンバーであり、リードラッパー、サブボーカル担当。元JYPエンターテインメントの練習生。身長174cm、血液型A型。